# Andrea Di Giandomenico
Andrea Di Giandomenico (L'Aquila, 4 gennaio 1975) è un allenatore ed ex giocatore italiano di rugby a 15, in carriera attivo nel ruolo di mediano d'apertura e, dal 2009 al 2022, commissario tecnico della nazionale femminile dell'Italia, con cui vanta come migliori risultati un secondo posto al Sei Nazioni e il primo passaggio di sempre ai quarti di finale in Coppa del Mondo.
Dal 2023 è allenatore della nazionale maschile U-18.

## Biografia
Cresciuto nelle giovanili del club della sua città natale L’Aquila, con esso si aggiudicò il campionato Under-20 1994-95; in prima squadra fino al 2000, fece parte della formazione che giunse finalista al campionato 1999-2000 perso in finale contro la Rugby Roma; passato in quell'anno a Reggio Emilia, all'epoca in serie B, e guadagnando la promozione in serie A nel 2000-01, alla fine della prima stagione in Emilia, divenne giocatore-allenatore del club nel 2004 dopo una fase finanziaria negativa in cui la società dovette affrontare la rifondazione, con ripartenza dalla serie C; tornato in A nel 2006 retrocedette due anni più tardi.
Fu chiamato nei ranghi federali nel 2007 e successivamente gli fu affidata, nel 2009, la nazionale femminile con vari collaboratori, tra cui Tito Cicciò e Diego Scaglia.
Debuttò da CT il 5 febbraio 2010 contro l'Irlanda.
È il primo allenatore a guidare una selezione nazionale italiana alla vittoria di almeno tre incontri in un Sei Nazioni: avvenne nel 2015 quando le atlete azzurre batterono in sequenza nelle ultime tre giornate Scozia, Francia e Galles terminando terze assolute a due punti dalla coppia di testa Irlanda (poi campione del torneo)-Francia; tale performance valse anche per la qualificazione alla Coppa del Mondo di rugby femminile 2017, perfezionata nel Sei Nazioni 2016 battendo la Scozia a Bologna.
Alla Coppa del Mondo disputata in Irlanda Di Giandomenico guidò l'Italia al nono posto finale, migliorando il dodicesimo della Coppa del Mondo di rugby femminile 2002, l'edizione più recente cui la squadra aveva preso parte e, nel 2019, con tre vittorie, un pareggio e una sola sconfitta (contro l'Inghilterra), condusse l'Italia al suo miglior risultato di sempre nel Sei Nazioni fino ad allora, il secondo posto assoluto.
Dopo avere ottenuto altresì la seconda qualificazione mondiale consecutiva della sua gestione, quella alla Coppa del Mondo 2021 in Nuova Zelanda (posticipata di un anno a causa della pandemia di COVID-19), ha condotto l'Italia ai quarti di finale, traguardo in passato mai raggiunto da alcuna selezione azzurra in una competizione mondiale di rugby, arrendendosi nella fase a eliminazione alla Francia.
Al termine della Coppa del Mondo Di Giandomenico ha cessato il suo incarico di C.T. per dedicarsi a tempo pieno alla formazione dei quadri tecnici, incarico federale che già deteneva dal 2016.
La federazione gli ha tuttavia affidato la conduzione della squadra maschile Under-18.